# Fosforibosilamina glicina ligasi
La fosforibosilamina glicina ligasi, o GAR sintasi (GARS), (EC 6.3.4.13) è un enzima che catalizza la reazione chimica
ATP + 5-fosfo-D-ribosilamina + glicina {\displaystyle \rightleftharpoons } ADP + fosfato + N1-(5-fosfo-D-ribosil)glicinammide che è il secondo step nella biosintesi delle purine. I tre substrati dell'enzima sono ATP, 5-fosfo-D-ribosilamina e glicina mentre i suoi tre prodotti sono ADP, fosfato e N1-(5-fosfo-D-ribosil)glicinammide.
Questo enzima appartiene alla famiglia delle ligasi.
Nei batteri, GARS è un enzima codificato del gene purD. Nei lieviti, è un enzima bifunzionale (codificato dal gene ADE5/7) insieme all'AIR sintasi (AIRS). Negli eucarioti, inclusi gli umani, GARS è parte di un enzima trifunzionale: la Proteina trifunzionale biosintetica delle purine Adenosina-3.

## Nomenclatura
Il nome sistematico di questa classe di enzimi è 5-fosfo-D-ribosilamina:glicina ligasi. Tra gli altri nomi si includono:
- fosforibosilglicinammide sintasi,
- GAR sintasi,
- 2-ammino-N-ribosilacetammide 5'-fosfato kinosintasi,
- 5'-fosforibosilglicinammide sintasi.

## Meccanismo
La 5-fosfo-D-ribosilamina (PRA) è il primo substrato a legarsi, poi l'ATP e infine la glicina. Viene rilasciato prima un fosfato, poi una molecola di ADP e GAR. L'ossigeno del ribosio del PRA è importante nel legame del substrato, probabilmente a causa del favorevole equilibrio energetico dato dal legame a idrogeno e dall'anello di ribosio. Anche il gruppo fosfato del GAR è implicato nel processo. La reazione comincia con l'ossigeno della glicina (nucleofilo) che lega l'γ-fosforo dell'ATP, poi l'azoto del PRA si lega al carbonio del gruppo carbonilico intermedio, e il gruppo fosfato viene rilasciato, formando il GAR.

Meccanismo della conversione del PRA in GAR attraverso l'enzima GARS

## Studi sulla struttura
Nel 2007, 3 strutture sono state osservate per questa classe di enzimi, con codici PDB: 1GSO, 1VKZ, e 2QK4. La struttura dell'enzima, identificata grazie alla cristallizazione dall'E. coli, consiste in 16 alfa eliche connesse a 20 beta foglietti. Sono presenti quattro domini: N, A, B e C, di cui ognuno di questi ha un beta foglietto centrale e un'alpha elica ad un lato. I domini N, A, e C sono nel corpo principale della proteina, mentre B è separato dagli altri e connesso ad essi da due zone cardine. Il sito attivo è situato tra il gruppo NAC e B: i domini A e B sembrano facilitare il legame con l'ATP,  mentre i domini N e C conferiscono maggiore specificità al substrato. 
N è simile al rispettivo dominio della fosforibosilglicinammide formiltransferasi; eccezion fatta per B, la struttura dell'enzima è molto simile tra gli organismi. Il gene è stato sequenziato in molti organismi,  e la versione del E. coli mostra tra il 41 ed il 52% di similarità alle versioni del B. subtilis, S. cerevisiae, D. melanogaster, e D. pseudobscura. La Proteina trifunzionale umana invece mostra un'elevata similarità a quelle del topo, degli scimpanzé e delle mucche. Nella catena di amminoacidi, che è identica nei B. subtilus, S. cerevisiae, D. melanogaster, and D. pseudobscura, circa un terzo di questi sono glicina e prolina, il che ci suggerisce che svolgono un importante ruolo nel corretto ripiegamento della proteina. GARS nel suo complesso ha una struttura molto simile a: D-alanina:D-alanina ligasi, biotina carbossilasi, e glutatione sintasi. Tutti questi hanno un dominio specifico per il legame dell'ATP classificato come 'ATP-grasp domain'.

## Malattie connesse
Negli umani, il gene che codifica per la proteina è sul cromosoma 21, e individui colpiti dalla Sindrome di Down hanno alti livelli di purine, il che è stato correlato a disabilità intellettive, da allora studi sono stati condotti per investigare il suo coinvolgimento nella Sindrome di Down. È stato provato che GARS è espresso più a lungo negli individui malati piuttosto che negli individui sani. In questi ultimi, GARS è espresso nel cervelletto prima della nascita, ma è raramente attivo dalle tre settimane di vita in poi. Negli individui malati, invece, continua anche fino alla settima settimana di vita, pur non presentando alcuna mutazione genetica che possa alterarne la funzione e causare il ritardo mentale.